# Estádio Municipal Starling Soares
O Estádio Municipal Starling Soares é um estádio de futebol brasileiro, localizado em Passos, no estado de Minas Gerais.
Popularmente chamado "Esportivo", tem capacidade para 12 000 pessoas. Sedia jogos do Esportivo Passense e do Passos FC.

## História
Leva o nome do então Prefeito de Passos Geraldo Starling Soares (1945-46), que conseguiu do Governador Benedito Valadares a importância de cem mil cruzeiros, para a construção do "Gigante dos Eucaliptos", ainda hoje o único estádio da cidade.
A administração do estádio foi concedida através de licitação pública ao clube, em 2007.
Em 2018, o estádio foi vetado pela FMF devido a falta de laudos. Sem as reformas necessárias, o Corpo de Bombeiros, Crea, Vigilância Sanitária e Polícia Militar não liberaram o estádio. O gramado também não possuía condições de receber uma partida oficial. Com isso o Passos FC teve que mandar seus jogos na Segunda Divisão em Divinópolis e Nova Serrana, à mais de 200 km de distância de Passos.
O estádio voltaria a ser palco de partidas do Passense, que após 12 anos de de fora do Campeonato Mineiro, retornaria para a disputa da Segunda Divisão de 2020. A equipe porém acabou excluída do campeonato por inadimplência.